# Stand Amid the Roar
Stand Amid the Roar è un singolo promozionale della band canadese Silverstein, pubblicato il 4 dicembre 2012 come prima canzone tratta dall'album del 2013 This Is How the Wind Shifts. È il primo singolo fatto uscire dalla band con Paul Marc Rousseau al posto di Neil Boshart alla chitarra. La canzone è stata caricata in anteprima dalla band su Soundcloud il 26 novembre 2012; in seguito, a partire dal 4 dicembre, è stata messa a disposizione anche per l'acquisto su iTunes. L'8 dicembre ne è stato caricato su YouTube il lyric video. La sua canzone parallela è In a Place of Solace.

## Testo
Il testo presenta un protagonista feroce e istintivo, che agisce unicamente secondo il proprio volere, non curandosi del male che le sue azioni possono provocare agli altri, ma provando talvolta dentro di sé una sorta di rimorso per ciò che è diventato, che lo porta ad alcune amare riflessioni sulla propria esistenza.
L'apertura della canzone mette subito in risalto i tratti salienti del personaggio: un lato di temperanza ma allo stesso tempo una sete di eccessi che lo porta a compiere i suoi misfatti -il protagonista stesso afferma di starsi consumando "come la tua sigaretta", cioè in modo intenso ma altrettanto rapido (e qui si può cogliere anche una nota personale di Shane, che da orgoglioso non fumatore specifica che la sigaretta non è la sua, ma quella di qualcun altro).
Nella prima strofa, il protagonista esemplifica la sua morale perversa già accennata, dicendo di aver tratto reale godimento nel guardare la morte di una persona in un incidente stradale; sfoggia anche la sua violenza e la sua volontà di potenza con due esempi: uccidere ai matrimoni per poter assistere a un funerale, e camminare sulle acque per far vedere a tutti che lui è in grado di fare qualunque cosa gli vada.
Lo stesso schema si ripete nella seconda strofa: il narratore getta nel fango una persona solo per sentirla gemere; dichiara di mentire spesso e volentieri (e con una certa eloquenza, sviluppata con l'abitudine) e cita per la seconda volta un miracolo di Gesù Cristo (la trasformazione dell'acqua in vino alle Nozze di Cana, qui tramutata nell'operazione opposta) per consolidare ulteriormente l'immagine della propria potenza.
Nel ritornello tuttavia il protagonista si ferma e riflette su sé stesso: si chiede se ha perso la propria identità, se ha dimenticato chi è e da dove viene; sente di camminare lungo una sottile linea a cavallo tra sé stesso e una persona completamente diversa e non è sicuro di come debba comportarsi.
Questi ultimi concetti sono ulteriormente sviluppati nella seconda parte della canzone. Il protagonista comincia a sentirsi amareggiato dal proprio comportamento e dal fatto di non sapersi controllare, di essere trascinato da una sorta di vento che lo porta dovunque ci sia da fare del male, e si dice poco sicuro di voler intraprendere nuove azioni malvagie. Si chiede se per caso non sia davvero ora di smetterla, perfino di sparire dalla circolazione, perché forse l'uomo è stato creato per essere "più resiliente di quanto non sia" (la resilienza è definita come la capacità dell'uomo di affrontare le avversità della vita, di superarle e di uscirne rinforzato e addirittura trasformato positivamente) ma non sa come arrivare ad esserlo, e quindi continua a vivere nel presente senza riuscire nemmeno a fingere di essere resiliente. La riflessione finale è che per essere felice, una persona debba smettere di essere sé stessa, alienarsi da sé per non provare più i rimorsi per le proprie azioni che contrastano con gli insegnamenti che si sono ricevuti.

## Musica
La musica è stata scritta interamente da Paul Marc ancor prima di entrare nella band; quando durante delle prove l'ha eseguita di fronte al resto del gruppo, gli altri membri hanno immediatamente deciso che lui sarebbe stato il sostituto ideale di Neil Boshart.
La canzone si apre in modo aggressivo e heavy, in corrispondenza con le strofe ed il ritornello in cui Shane canta le azioni malvagie del suo protagonista: in questa prima parte c'è un ampio uso di cantato in scream; il ritornello è addirittura interamente urlato, cosa insolita per le canzoni nel genere metalcore e post-hardcore, in cui in genere si hanno strofe in scream e ritornelli melodici cantati in modo pulito.
La seconda parte della canzone è invece caratterizzata da un ritmo più lento e riflessivo, ed infatti corrisponde alla sezione del testo in cui il protagonista si ferma a ragionare e fare considerazioni sulla propria esistenza. Qui si fa anche uso di cori che conferiscono un'aura di cerimoniosità alla canzone. La canzone termina con la ripresa del ritornello citando infine il titolo della canzone stessa.

## Formazione
- Shane Told - voce
- Josh Bradford - chitarra elettrica
- Paul Marc Rousseau - chitarra elettrica
- Paul Koehler - batteria
- Billy Hamilton - basso